# كينيث باتي
كينيث باتي (بالإنجليزية: Kenneth Batty)‏ هو لاعب دوري الرغبي أسترالي، ولد في 1945.